# Билал, Энки
Энки́ Била́л (фр. Enki Bilal), при рождении Энес Билалович (босн. Enes Bilalović; род 7 октября 1951, Белград), — французский комиксист и кинорежиссёр.

## Биография
Родился 7 октября 1951 года в Белграде. Отец — Мухаммед Хамо Билал, босниец, бывший портным Иосипа Броза Тито, мать — Анна Билал, чешка. В 1956 году отец Энки отправился на выходные в Париж, где остался, попросив политического убежища. Только в 1960 году Анна с девятилетним Энки переехали в Париж.
В 1965 году познакомился с Рене Госинни и, следуя его напутствию, попробовал себя в рисовании комиксов. В 1970-х годах сотрудничал с журналом Госинни «Пилот», с 1975 года начал работать вместе с Пьером Кристеном над серией коротких фантастических и сюрреалистических комиксов (позднее они были опубликованы серией, под названием «Легенды наших дней»).

## Особенности творчества
Наиболее известны его фантастические графические романы: «Трилогия Никополя» (1980—1992), «Тетралогия Чудовища» (1998—2007) и научно-фантастическая автоэкранизация «Бессмертные: Война миров» (2004).
Как художник для кинематографа Билал работал в фильмах Алена Рене «Мой американский дядюшка» (1980) и «Жизнь — это роман» (1983), «Имя розы» Жан-Жака Анно (1986), сотрудничал с Анжеленом Прельжокажем в его работе над балетом «Ромео и Джульетта» (1990, на музыку Прокофьева), иллюстрировал книги Жюля Верна.
В комиксе Энки Билала Froid Équateur впервые была представлена концепция нового вида спорта — шахбокса. Голландский перформансист Ипе Рубинг, вдохновлённый этим произведением, воплотил идею в жизнь.
Ранние работы Билала созданы под большим впечатлением от творчества Мёбиуса, вплоть до почти копирования визуального стиля. Основной жанр, в котором автор создает свои работы, научная-фантастика, с элементами антиутопии и киберпанка. Однако есть и политические триллеры, особенно те, что созданы в соавторстве с Пьером Кристеном.
В его поздних и наиболее популярных работах заметно  обращение к политическому контексту социалистического режима Югославии, Восточного блока и событий, последовавших за распадом СССР.

## Награды
Энки Билал лауреат множества национальных и международных наград, как в области комиксов, так и кинематографии и фантастики в широком понимании. 
| Год  | Работа                  | Награда                                      |
| ---- | ----------------------- | -------------------------------------------- |
| 1987 | Совокупно за творчество | Большая премия фестиваля комиксов в Ангулеме |
| 1993 | Froid Équateur          | Специальная награда журнала Lire             |
| 2003 | Совокупно за творчество | Офицер Ордена искусств и литературы          |
| 2004 | 32 décembre             | Prix Micheluzzi за лучший комикс             |
| 2006 | Memories                | Награда международной гильдии авторов ужасов |
| 2010 | Совокупно за творчество | Орден «За заслуги»                           |

### Комиксы

#### Вне цикла
- L’appel des étoile, 1975
- Mémoires d’outre-espace, 1978
- Exterminateur 17, 1979
- Le Bol maudit, 1982
- Crux Universalis, 1982
- Los Angeles — L’Etoile oubliée de Laurie Bloom, в соавторстве с Пьером Кристеном[фр.], 1984
- Cœurs sanglants et autres faits divers (dessin), в соавторстве с Пьером Кристеном[фр.], 1988.
- Bleu Sang, 1994
- Mémoires d'autres temps : histoires courtes, 1971-1981, 1996
- Les Fantômes du Louvre (scénario et dessin), Louvre Éditions - Futuropolis (coédition), 2012.
- Mécanhumanimal : au Musée des arts et métiers (scénario et dessin), Casterman, 2013.

#### Циклы
«Легенды наших дней» (Légendes d’aujourd’hui), 1975 — 1983, в соавторстве с Пьером Кристеном
1. «Путешествие потерянных» (La Croisière des oubliés), 1975
2. «Каменный корабль», (Le Vaisseau de pierre), 1976
3. «Город, которого не было», (La Ville qui n'existait pas), 1977

Fins de siècle, сценарий Пьера Кристена
1. «Фаланги чёрного ордена», (Les Phalanges de l'Ordre noir), 1979.
2. «Выезд на охоту», (Partie de chasse), 1983.

«Трилогия Никополь» (La Trilogie Nikopol), 1980 — 1992
1. «Ярмарка бессмертных» (La Foire aux immortels), 1980
2. «Женщина-ловушка» (La Femme piège), 1986.
3. «Замороженный экватор» (Froid Équateur), 1992.

«Из запасов» (L'État des stocks), 1986 — 2006
1. «Из запасов» (L'État des stocks), 1986
2. «Тысячадевятьсотдевяностодевять» (Milleneufcentquatrevingtdixneuf), Les Humanoïdes Associés, 1999.
3. «Новое из запасов» (Nouvel état des stocks), 2006.

«Тетралогия чудовища» (La Tétralogie du Monstre), 1998 — 2007
1. «Сон чудовищ»[e] (Le Sommeil du Monstre), 1998.
2. «32-е декабря», (32 décembre), 2003
3. «Встреча в Париже» (Rendez-vous à Paris), 2006
4. «Четверо ?» (Quatre ?), 2007

Трилогия «Сгоряча» (Trilogie du Coup de sang), 2009 — 2014
1. Animal'z, 2009
2. «Джулия и Роэм», Julia et Roem, 2011
3. «Цвет воздуха» (La Couleur de l'air), 2014

Bug, 2017 — 2019
1. «Книга 1» (Livre 1), 2017
2. «Книга 2» (Livre 2), 2019

#### Издания на русском языке
- «Легенды наших дней», издательство «АСТ», «Матадор», 2005
- «Спящий зверь», издательство «АСТ», «Матадор», 2005
- «Никополь. Трилогия.»[7], издательство «Zangavar», 2018

## Фильмография
- 1989 — Бункер «Палас-отель»[англ.] / Bunker Palace Hôtel, в ролях Жан-Луи Трентиньян, Кароль Буке, Мария Шнайдер, Жан-Пьер Лео)
- 1996 — Тайко Мун[англ.], в ролях Мишель Пикколи, Жан-Луи Трентиньян, Жюли Дельпи)
- 2004 — «Бессмертные: Война миров», в ролях Линда Харди, Шарлотта Рэмплинг, Жан-Луи Трентиньян)

## Игры
- Nikopol: Secrets of the Immortals (2008)

### Комментарии
1. ↑  Третья часть «Трилогии Никополя»
2. ↑  Американское издание сборника ранних вещей Билала, в оригинале — Mémoires d'autres temps: histoires courtes
3. ↑  Несмотря на использовании в названии термина, связанного с конкретной исторической эпохой, в самом цикле подразумевается конец XX века
4. ↑  Это сборники коротких законченных историй, которые не публиковались самостоятельно
5. ↑  Название аллюзия на офорт Гойи «Сон разума рождает чудовищ»